# Heudreville-en-Lieuvin
Heudreville-en-Lieuvin és un municipi francès situat al departament de l'Eure i a la regió de Normandia. L'any 2007 tenia 104 habitants.

## Demografia

### Població
El 2007 la població de fet de Heudreville-en-Lieuvin era de 104 persones. Hi havia 40 famílies, de les quals 8 eren unipersonals (4 homes vivint sols i 4 dones vivint soles), 16 parelles sense fills i 16 parelles amb fills.
La població ha evolucionat segons el següent gràfic:
Habitants censats

### Habitatges
El 2007 hi havia 64 habitatges, 42 eren l'habitatge principal de la família, 20 eren segones residències i 2 estaven desocupats. Tots els 64 habitatges eren cases. Dels 42 habitatges principals, 33 estaven ocupats pels seus propietaris, 7 estaven llogats i ocupats pels llogaters i 1 estava cedit a títol gratuït; 1 tenia dues cambres, 8 en tenien tres, 10 en tenien quatre i 22 en tenien cinc o més. 28 habitatges disposaven pel capbaix d'una plaça de pàrquing. A 23 habitatges hi havia un automòbil i a 15 n'hi havia dos o més.

### Piràmide de població
La piràmide de població per edats i sexe el 2009 era:
| Homes | Edats   | Dones |
| ----- | ------- | ----- |
| 0     | 95 o +  | 0     |
| 0     | 90 a 94 | 0     |
| 0     | 85 a 89 | 0     |
| 0     | 80 a 84 | 4     |
| 4     | 75 a 79 | 4     |
| 4     | 70 a 74 | 4     |
| 4     | 65 a 69 | 8     |
| 0     | 60 a 64 | 0     |
| 4     | 55 a 59 | 0     |
| 0     | 50 a 54 | 0     |
| 8     | 45 a 49 | 12    |
| 12    | 40 a 44 | 8     |
| 0     | 35 a 39 | 0     |
| 4     | 30 a 34 | 0     |
| 0     | 25 a 29 | 0     |
| 4     | 20 a 24 | 0     |
| 8     | 15 a 19 | 4     |
| 8     | 10 a 14 | 4     |
| 0     | 5 a 9   | 0     |
| 0     | 0 a 4   | 0     |

## Economia
El 2007 la població en edat de treballar era de 65 persones, 45 eren actives i 20 eren inactives. De les 45 persones actives 41 estaven ocupades (23 homes i 18 dones) i 4 estaven aturades (1 home i 3 dones). De les 20 persones inactives 6 estaven jubilades, 10 estaven estudiant i 4 estaven classificades com a «altres inactius».
Activitats econòmiques
L'any 2000 a Heudreville-en-Lieuvin hi havia 12 explotacions agrícoles que ocupaven un total de 213 hectàrees.

## Poblacions més properes
El següent diagrama mostra les poblacions més properes.